# Cooler Heads Coalition
Die Cooler Heads Coalition ist eine politische Frontorganisation, die den menschengemachten Klimawandel leugnet. Sie besteht aus lose verbundenen Think Tanks der Klimaleugnerszene und gilt als besonders aggressiv in ihren Attacken gegen Klimawissenschaft als solche als auch einzelne Klimaforscher.

## Ziele und Wirken
Die Cooler Heads Coalition entstand 1997 als Untergruppierung der National Consumer Coalition, die wiederum zu Consumer Alert gehört; einer von Industrieunternehmen aufgelegten Organisation, deren Ziel die Bekämpfung von Verbraucherschutzgesetzen wie z. B. der verpflichtenden Einführung von Sicherheitsgurten in Kraftfahrzeugen war.
Gemäß Competitive Enterprise Institute ist die Cooler Heads Coalition ein „eine informelle und adhoc Gruppe, die sich darauf konzentriert, die Mythen der globalen Erwärmung zu zerstreuen“. In wissenschaftlicher Literatur wird sie beschrieben als „Medienkampagnen-Frontgruppe, die die Website globalwarming.org betreibt um die Klimawissenschaft zu kritisieren“.
Geleitet wird die Cooler Heads Coalition von Myron Ebell. Ebell ist wie Christopher C. Horner als Chef des CEI einer der zentralen Köpfe der organisierten Klimaleugnerszene. Beide nutzen die Cooler Heads Coalition sowie das CEI, um große Mengen von Desinformationsmaterial zu produzieren und zu verteilen. Zudem waren sie beide entscheidende Figuren bei der Diffamierung des Weltklimarats IPCC und der Propagierung des Hackerzwischenfalls am Klimaforschungszentrum der University of East Anglia als vermeintlichem Climategate-Skandal.

## Mitglieder
Die Cooler Heads Coalition besteht vor allem aus Think Tanks und spiegelt damit in der Klimawandelleugnerbewegung den Übergang von Industrieunternehmen zu konservativen Think Tanks wider. Sie ist eng mit dem Competitive Enterprise Institute verbunden, das auch die Website der Cooler Heads Coalition betreibt. Weitere wichtige Mitglieder sind zudem u. a. das Committee for a Constructive Tomorrow und das Heartland Institute, sowie das inzwischen aufgelöste George C. Marshall Institute. All diese Organisationen erhalten bzw. erhielten in erheblichem Ausmaß finanzielle Zuwendungen von Wirtschaftsunternehmen sowie konservativen Stiftungen.
Gemäß Website sind folgende Organisationen Mitglied (Stand Oktober 2020):
- Alexis de Tocqueville Institution
- Americans for Prosperity
- Americans for Tax Reform
- American Legislative Exchange Council (ALEC)
- American Policy Center
- America’s Future Foundation
- Committee for a Constructive Tomorrow
- Competitive Enterprise Institute
- Fraser Institute
- Freedom Works
- Frontiers of Freedom
- George C. Marshall Institute
- The Heartland Institute
- Independent Institute
- Istituto Bruno Leoni
- JunkScience.com
- Lavoisier Group
- Liberty Institute
- National Center for Policy Analysis
- Pacific Research Institute
- Seniors Coalition
- 60 Plus Association
- Small Business and Entrepreneurship Council